# Andy Beattie
Andrew „Andy” Beattie (Kintore, 1913. augusztus 1. – 1983. szeptember 20.) skót labdarúgócsatár.
A skót válogatott szövetségi kapitányaként részt vett az 1954-es labdarúgó-világbajnokságon.